# Nowa Zelandia na Letnich Igrzyskach Olimpijskich 1948
Nową Zelandię na Letnich Igrzyskach Olimpijskich w 1948 roku reprezentowało 7 zawodników (6 mężczyzn i 1 kobieta) w 5 dyscyplinach. Nie zdobyli oni żadnego medalu dla swego kraju w Londynie.
Był to szósty występ Nowej Zelandii na igrzyskach. Chorążym ekipy był lekkoatleta Harry Nelson.

## Wyniki reprezentacji

### Boks

#### Mężczyźni
| Zawodnik   | Konkurencja              | 1/16 finału           | 1/8 finału       | Ćwierćfinały     | Półfinały        | Finał            | Pozycja  |
| Zawodnik   | Konkurencja              | Przeciwnik Wynik      | Przeciwnik Wynik | Przeciwnik Wynik | Przeciwnik Wynik | Przeciwnik Wynik | Pozycja  |
| ---------- | ------------------------ | --------------------- | ---------------- | ---------------- | ---------------- | ---------------- | -------- |
| Bob Goslin | Waga piórkowa (do 57 kg) | Eddie Johnson Porażka | NQ               | NQ               | NQ               | NQ               | 17.- 30. |

### Kolarstwo

#### Konkurencje szosowe

##### Mężczyźni
| Zawodnik    | Konkurencja                | Czas     | Pozycja   |
| ----------- | -------------------------- | -------- | --------- |
| Nick Carter | Wyścig ze startu wspólnego | Nieznany | Nieznany* |

*Protokół wyścigu uwzględniał jedynie czasy pierwszych 28 zawodników.

### Lekkoatletyka

#### Konkurencje biegowe

##### Mężczyźni
| Zawodnik     | Konkurencja                | Eliminacje | Eliminacje | Półfinały    | Półfinały    | Finał    | Finał    |
| Zawodnik     | Konkurencja                | Czas       | Pozycja    | Czas         | Pozycja      | Czas     | Pozycja  |
| ------------ | -------------------------- | ---------- | ---------- | ------------ | ------------ | -------- | -------- |
| Doug Harris  | Bieg na 800 m              | 1:56.6     | 2. Q       | Nie ukończył | Nie ukończył | NQ       | NQ       |
| Harry Nelson | Bieg na 5000 m             | 15:34.4    | 6.         | —            | —            | NQ       | NQ       |
| Harry Nelson | Bieg na 10000 m            | —          | —          | —            | —            | Nieznany | Nieznana |
| John Holland | Bieg na 400 m przez płotki | 54.6       | 1. Q       | 53.9         | 6.           | NQ       | NQ       |

### Pływanie

#### Kobiety
| Zawodnik    | Konkurencja              | Eliminacje | Eliminacje | Półfinały | Półfinały | Finał | Finał   |
| Zawodnik    | Konkurencja              | Czas       | Pozycja    | Czas      | Pozycja   | Czas  | Pozycja |
| ----------- | ------------------------ | ---------- | ---------- | --------- | --------- | ----- | ------- |
| Ngaire Lane | 100 m stylem grzbietowym | 1:18.8     | 2. Q       | 1:19.0    | 7.        | NQ    | NQ      |

### Podnoszenie Ciężarów
| Zawodnik     | Konkurencja             | Wyciskanie | Wyciskanie | Rwanie | Rwanie  | Podrzut | Podrzut | Suma     | Suma    |
| Zawodnik     | Konkurencja             | Wynik      | Pozycja    | Wynik  | Pozycja | Wynik   | Pozycja | Wynik    | Pozycja |
| ------------ | ----------------------- | ---------- | ---------- | ------ | ------- | ------- | ------- | -------- | ------- |
| Maurice Crow | Waga kogucia (do 56 kg) | 77,5 kg    | 12.        | 85 kg  | 6.      | 110 kg  | 7.      | 272,5 kg | 8.      |